# Jardín de plantas medicinales Heber W. Youngken Jr.
El Jardín de plantas medicinales Heber W. Youngken Jr en inglés: Heber W. Youngken, Jr. Medicinal Plant Garden, es un jardín botánico, de 1 hectárea de extensión especializado en plantas medicinales.
Su código de reconocimiento internacional como institución botánica (en el Botanical Gardens Conservation International BGCI), así como las siglas de su herbario es DRUPG.
Está administrado por la Facultad de Farmacia de la Universidad de Rhode Island en Kingston, Rhode Island.

## Localización
Heber W. Youngken, Jr. Medicinal Plant Garden University of Rhode Island College of Pharmacy
41 Lower College Road, Kingston, Kings county, RI 02881 Rhode Island United States of America-Estados Unidos de América
Planos y vistas satelitales.41°29′19.9314″N 71°31′31.6914″O / 41.488869833, -71.525469833
Está abierto diariamente sin cargo de entrada alguno.

## Historia
El jardín e invernadero se establecieron en 1958 y dedicado a Heber W. Youngken, Jr. Decano Emérito de la Facultad de Farmacia en 1994. 

## Colecciones
En este jardín alberga más de 200 plantas medicinales, donde se encuentran plantas que ayudan a prevenir o curar todo, desde el herpes labial hasta el cáncer.
El jardín funciona como un muestrario educativo de plantas medicinales, hierbas y especias, y también como fuente conservatorio de muestras estándar. 
Cuenta con caminos de ladrillo, que se entrecruzan en el jardín de estilo formal para facilitar el acceso de los visitantes a examinar las plantas marcadas.